# Театральна завіса

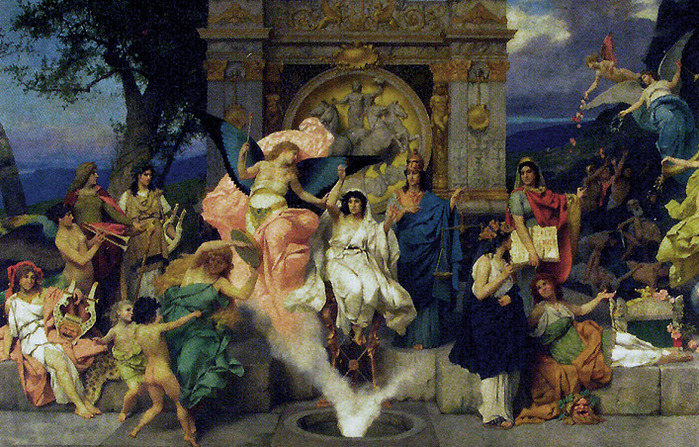
Театральна завіса оперного театру міста Львова

Театра́льна заві́са — різновид драперії, яку використовують в театрах європейського зразка для відокремлення сцени від театральної зали з глядачами.

## Стародавній Рим
Історики свідчать, що театральна завіса виникла в театрі Стародавнього Риму. До її впровадження кожну виставу закінчували словами «Acta est fabula». Там вона вперше почала відокремлювати театральну залу від сцени. Цікаво, що завісу перед початком вистави опускали в щілину в підлозі, а не піднімали угору. До Римської імперії театр прийшов з Греції, тому Римляни і називали цю завісу «грецькою».

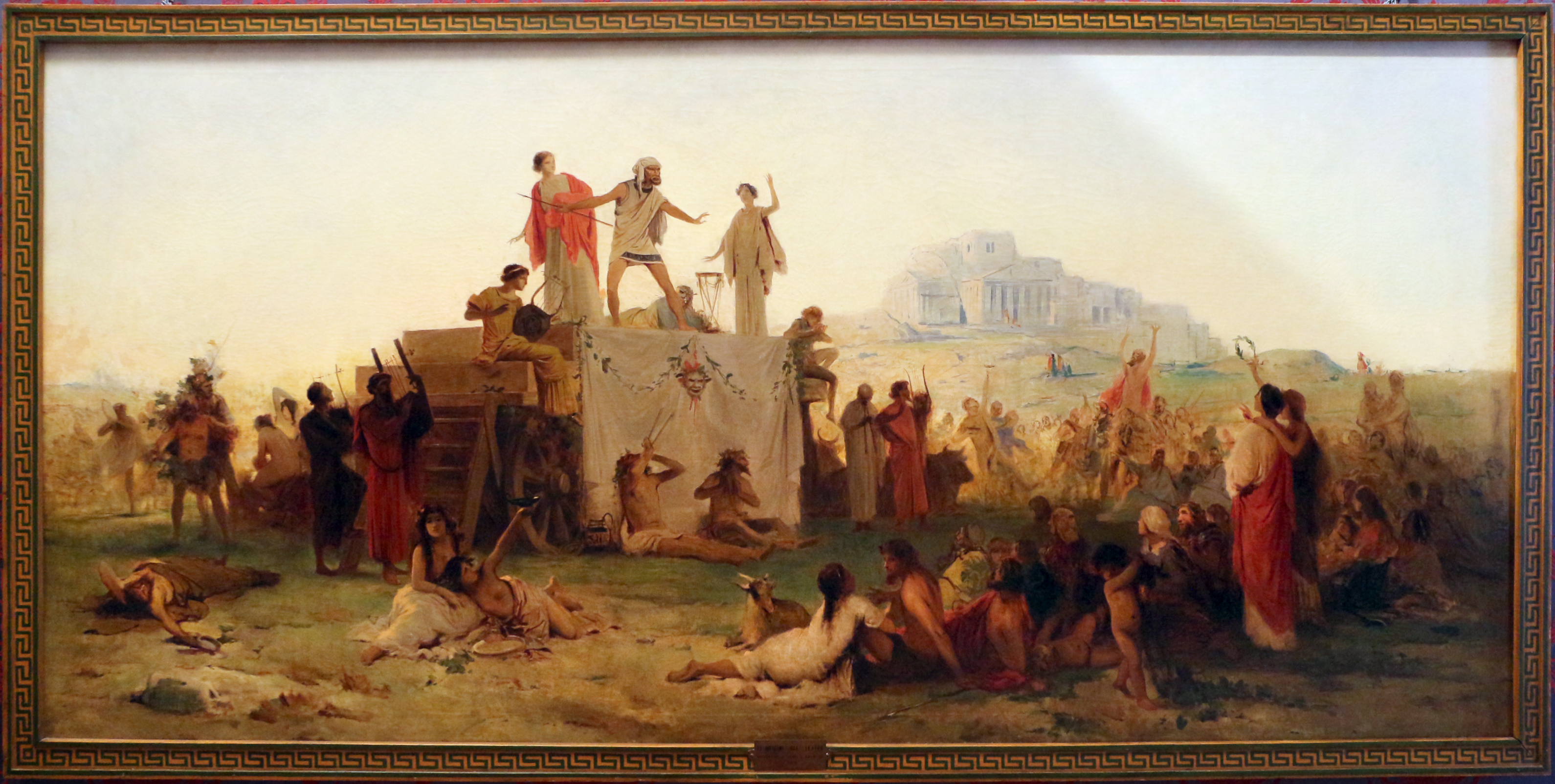
Худ. Джузеппе Бертіні. «Вистава акторів ателланів в Стародавньому Римі», 1862. Музей театру Ла Скала, Мілан. Ескіз завіси

Відомо, що в Давньому Римі було два види театральних завіс — aulaeum (від грец. ανλαια — завіса) і siparium. Згадки про них надто скупі, щоб докладно реконструювати вигляд і функції.
Siparium, на відміну від aulaeum, була завіса невеликих розмірів, що кріпилася вгорі і підносилася чи розсувалася в боки. Нею заступали «передню сцену» (frons scaene). Цей вид завіси (грец. παραπέτασμα) вже був відомий в елліністичному театрі й слугував для заступання зайвих декорацій. Натомість aulaeum була великою завісою, якою заступали всю сцену. Aulaeum вважається римським винаходом.
Завіса була поширена в римських театрах у другій половині 1 століття до н. е., а запроваджено її мабуть не раніше 133 року до н. е.
Перша відома згадка (56 до н. е.) про театральну завісу належить Цицерону. Він пише, що aulaeum підіймають наприкінці міму. Найповніший образ підйомної завіси знайдений в «Метаморфозах» Овідія. Завдяки йому відомо, що на завісах зображувалися постаті, які у міру підіймання завіси ставали видимими з голови до ніг. Про завісу, на якій зображали постаті переможених бритів згадує Вергілій у творі «Георгіки». Федр згадує, що завісу опускали на початку пантоміми. Натомість завдяки Горацію відомо, що завіса лишалася опущеною впродовж усієї вистави, яка тривала чотири години або довше, і що «чекати на aulaeum» означало «чекати на закінчення вистави».
У згаданому тексті Цицерона є також вказівки на можливі причини, через які запроваджено завіси. Автор порівнює старанно сконструйовану класичну виставу з мімом і звертає увагу на те, що мім мав невпорядковану структуру й завершувався несподівано, а сигналом того, що вистава закінчилася є підіймання завіси. Таким чином можливо, що популярність мімів вплинула на розповсюдження завіс у театрах.
Зі згаданих текстів випливає, що на відміну від звичної сьогодні техніки, принаймні до 5 століття aulaeum опускалася на початку й піднімалася наприкінці вистави. Завіси не завжди робилися з цілісного шматка тканини. Під час вистави завіса лишалася внизу, складена в заглибині біля краю сцени. Такого типу конструкції збереглися в Помпеях, Сиракузах, Арлі, Фьєзоле, Ліоні, Везон-ла-Ромені, Оранжі. Деталі функціонування таких завіс лишаються нез'ясованими. Скоріш за все, завісу піднімали мотузками з даху, проте не у всіх театрах був дах.

## Добабароко

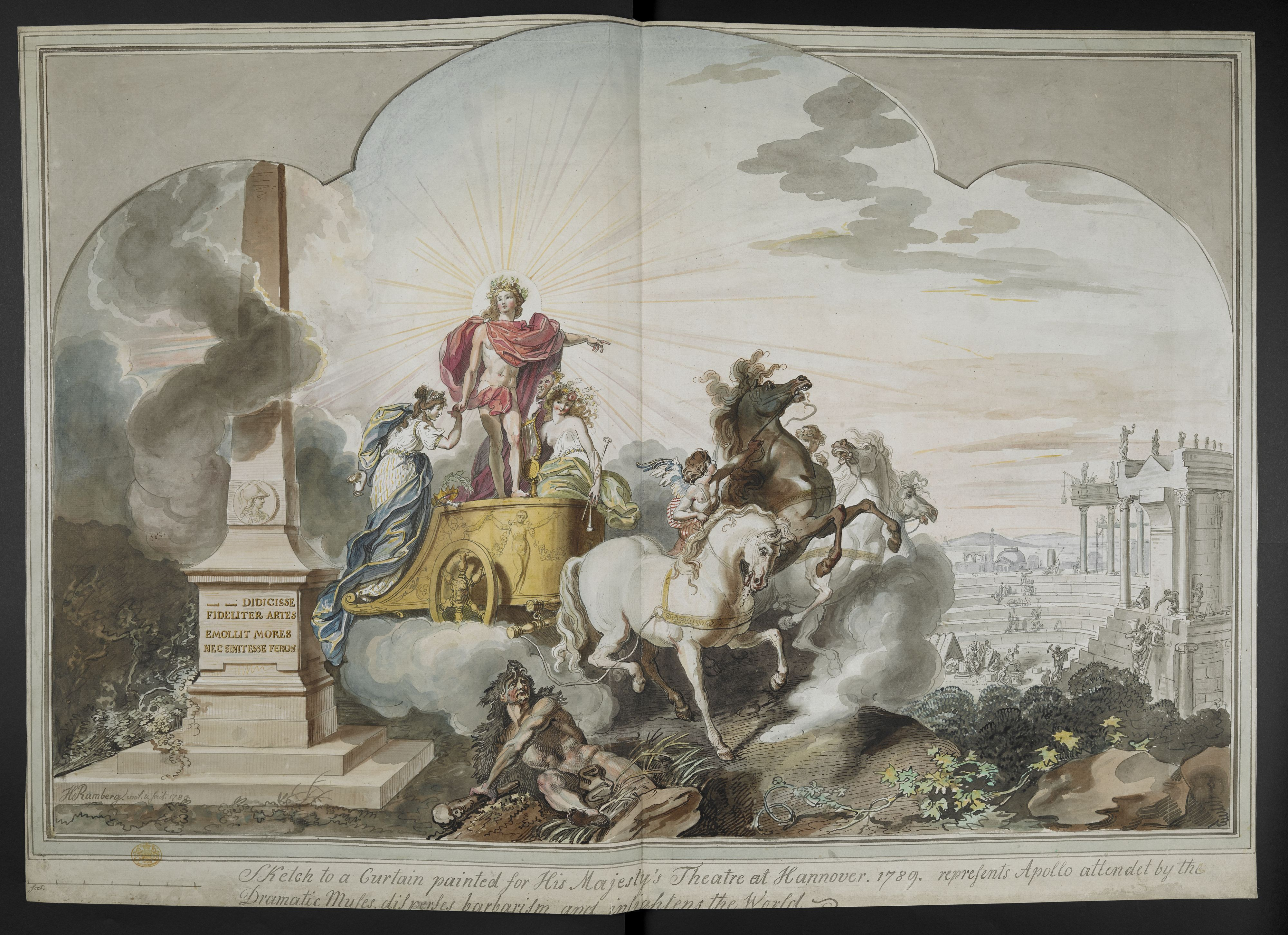
Королівський театр в Ганновері, Німеччина. Театральна завіса роботи Йогана Генріха Рамберга.
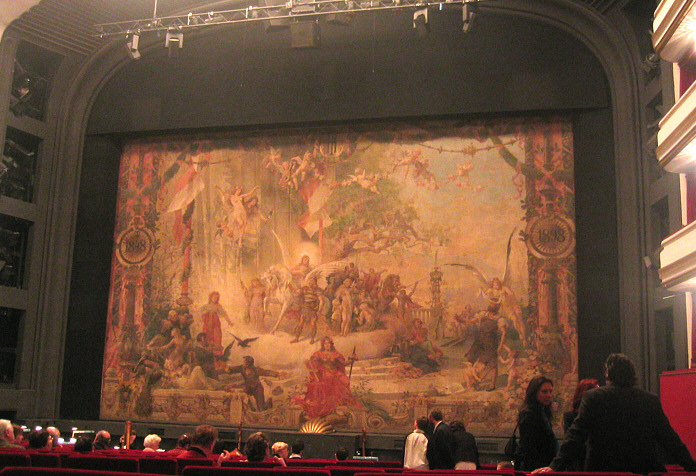
Необарокова театральна завіса у театрі народна опера у Відні, 19 століття.

## Доба рококо

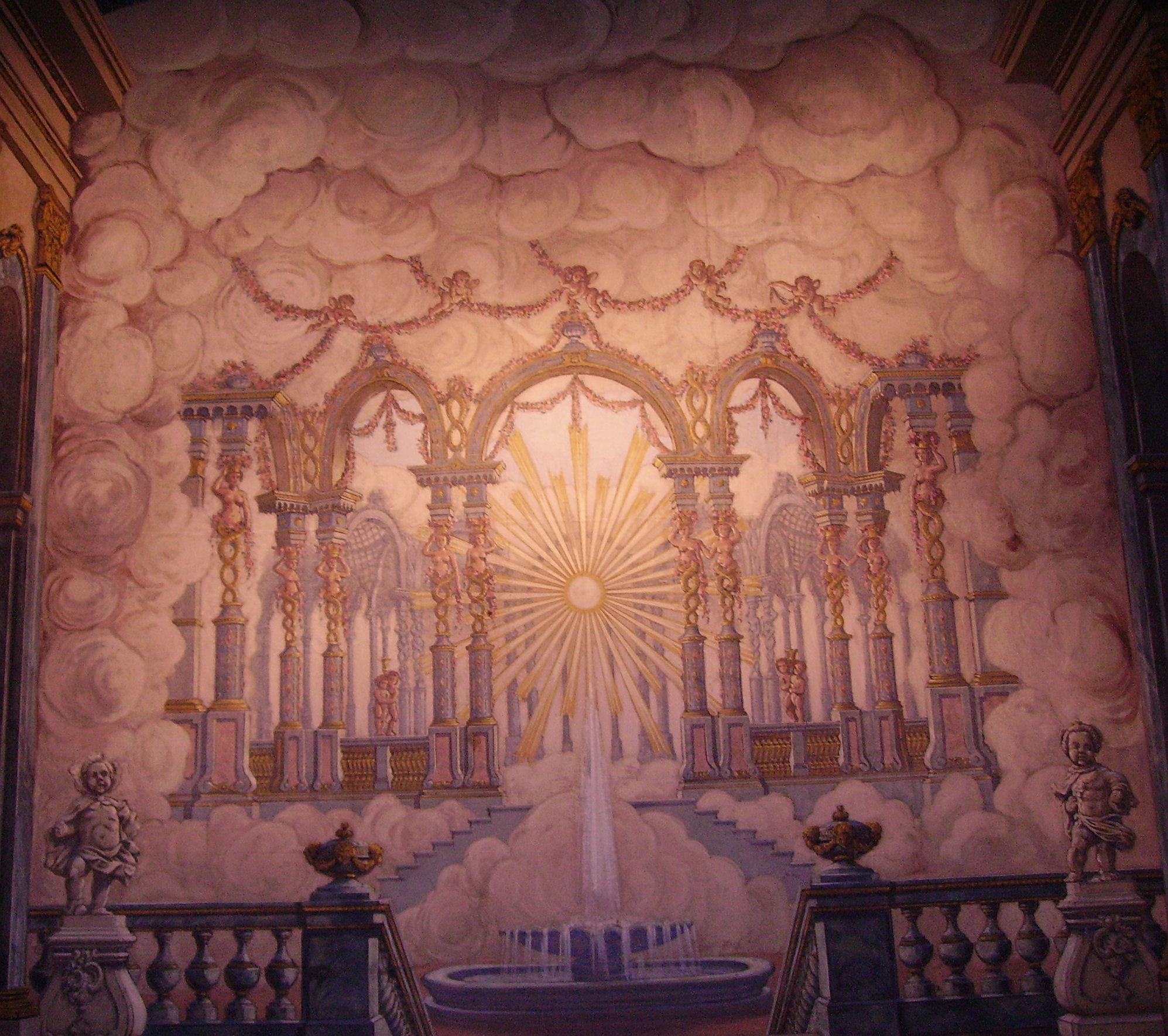
Театральна завіса доби рококо, Німеччина

## Росія 20 століття

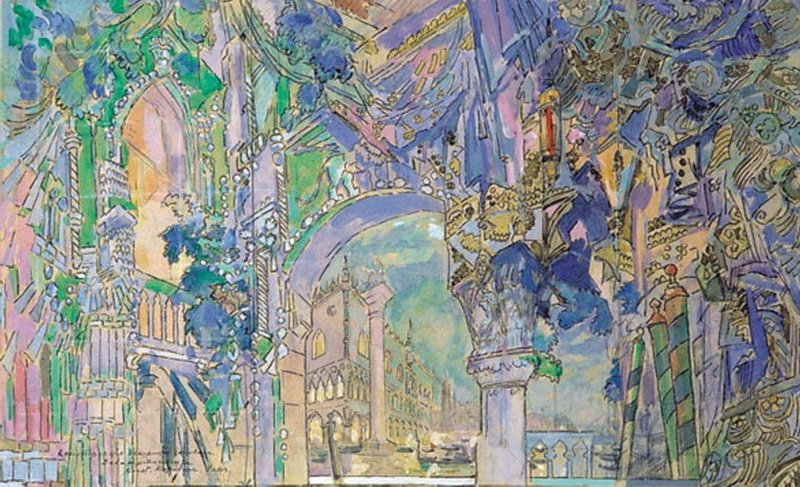
Костянтин Коровін. Театральна завіса до п'єси «La ronde des heures», ескіз.

У період 1900—1917 рр. імператорські театри використовують розкішні і давні завіси в історичних стилях 19 століття (завіса Маріїнського театру в місті Петербург тощо).
Але виникає декілька нових театрів, власники яких замовляють нові завіси відомим художникам. У 1913 художник Костянтин Сомов виконав ескіз театральної завіси для Свободного театра в місті Москва. На двочастинній завісі було зображення не барокових візерунків, як зазвичай в імператорських театрах, а регулярного парку. Куточок саду бароко оживляли боскети, фонтан і декілька акторів італійського театру масок. Завіса була відображенням рертоспектив 18 століття, які так полюбляли майстри «Світу мистецтв» (російською «Мира искусств»).
Зовсім іншу стилістику використала Олександра Екстер в ескізі 1914 року театральної завіси для Московського Камерного театру. На двочастинній завісі розміщено чотири тварини серед надзвичайно великих барокових візерунків.

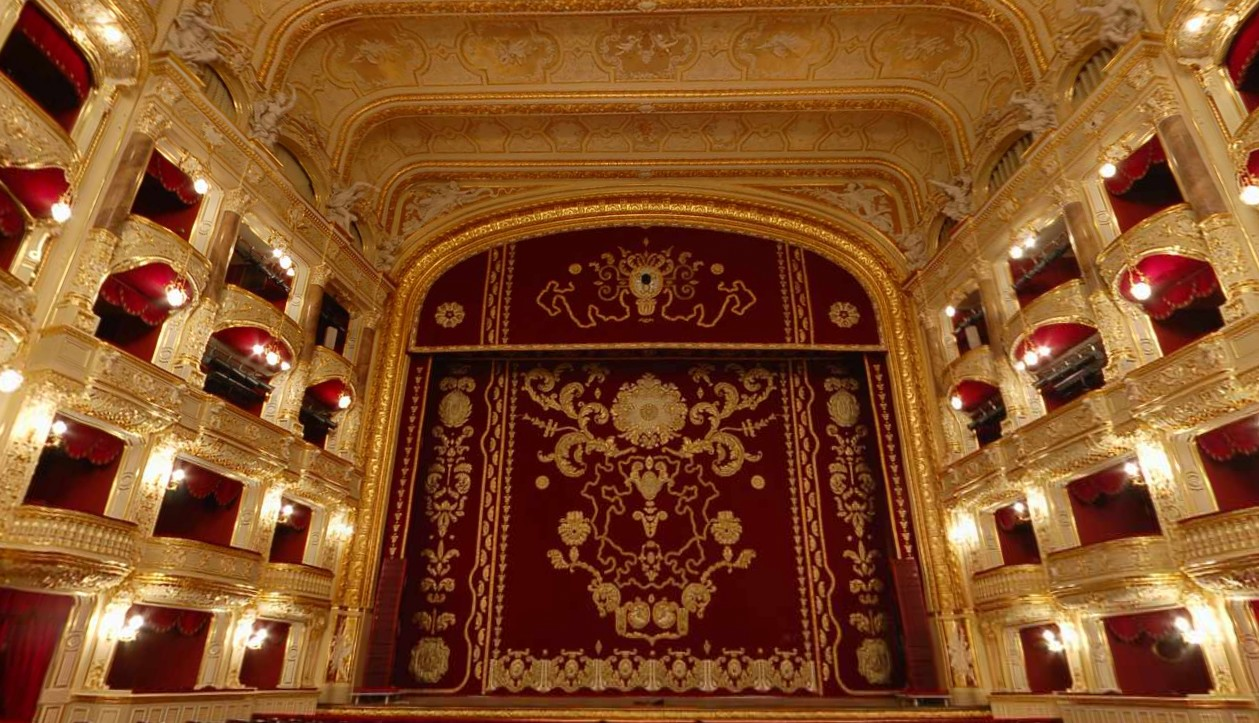
Одесса, театральна завіса Оперного театру.

Дещо традиційні мотиви візерунків та театральних масок притаманні двум театральним завісам художника Головіна Олександра Яковича до драми М. Ю. Лермонтова «Маскарад», 1917 рік.
Виникнення СРСР викликало появу театральних завіс, що мали ідеологічне навантаження нової імперії. Широко використовуються багаті візерунки з зображенням колосся і символів СРСР — серпа і молота (нова радянська завіса театра опери і балету міста Одеса). В театральну завісу вплітають багато металевих ниток, щоб та слугувала ще однією перешкодою вогню під час пожежі.
За часів СРСР глядачі запам'ятали так звану Золоту завісу Большого театру з державною символікою і теж з зображенням колосся, що з'явилася там з 1955 року. Він традиційно залишався в театрі до останньої рекострукції театральної споруди в 2000-і роки. Але Росію доби дикого капіталізму така завіса не могла задовольнити. Її замінили на нову з — імперською символікою.
Падіння СРСР мало відбилося на театральній завісі. Трохи консервативне театральне мистецтво не встигало за стрімким перебігом подій. Тому використовують старі театральні завіси чи зовсім відмовляються від них, як театр «Сатирикон» в Москві.
Серед музеїв, що збирають ескізи театральних завіс і Музей імені Бахрушина (Москва).

## Музеєфікація

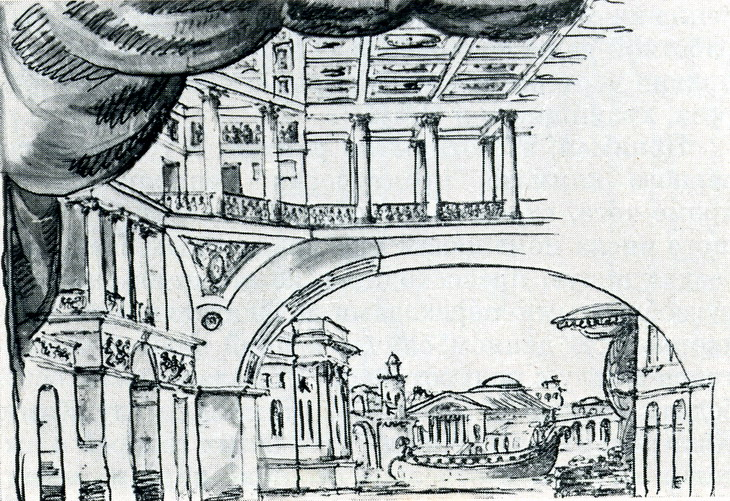
Джакомо Кваренгі. Ермітажний театр, проект завіси.

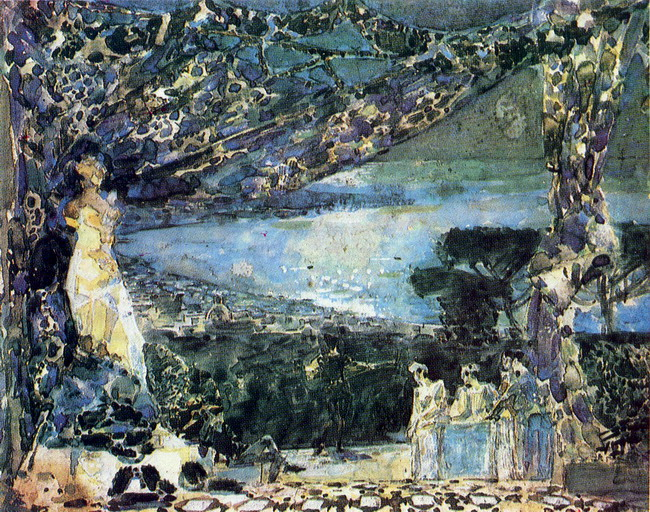
Врубель. М. О. Італія. Неаполітанська ніч, ескіз театральної декорації, 1891 рік.

В 20 столітті театральна завіса стає справжнім музейним скарбом і експонатом. Дерев'яні театральні приміщення часто горіли. Багато стародавніх театральних завіс було знищено вогнем або значноно попсовано. Театри, як і люди, мають вік, термін існування. Вони жили, мали розквіт, вмирали. Старі театральні завіси, як і декорації, ставали нікому не потрібним мотлохом.
До створення театральних завіс залучали видатних художників, серед яких П'єтро Гонзага, Михайло Врубель, А. Роллер, П. Пікассо. Довгий термін існування театральних завіс увібрав і стилістику епох. Є завіси доби бароко, ампіру, модерну, новітніх течій 20 століття.
Коли Врубель почав займатись сценографією, то написав ескіз театральної завіси аквареллю («Ніч в Італії», 1891 рік). Завісу виготовили і вона слугувала театру Солодовнікова, поки той не згорів 1898 року. Але акварелі художника збереглися, що надає можливість уявити завісу, яка давно зникла.
У 1895 р. під час ремонту Ермітажного театру (Петербург) відновили і театральну завісу. Ескіз для неї зробив художник і мистецтвознавець Ернст Ліпгарт (1847—1932).
В 20 столітті виникла низка театральних музеїв. І деякі завіси, що дійшли до появи цих музеїв, оселились там. Адже деякі з них зроблені за ескізами видатних художників. Не театральний за профілем Музей королів Вікторії і Альберта в Лондоні зберігає театральну завісу самого Пікассо до балету «Блакитний експресс» антрепризи Сергія Дягілєва. Її розмір — 134 квадратних метрів, а виконав завісу Олександр Шервашидзе. Слід однак зауважити, що Британський театральний музей, що зберігає завісу, входить таки до складу музею Вікторії і Альберта. Завіса має дві масивні фігури без орнаментальних зображень і виконана в стилі кубізм досить яскравими фарбами. Точність виконання здивувала і Пікассо, який надписав свою посвяту Дягілєву на завісі.

## Галерея

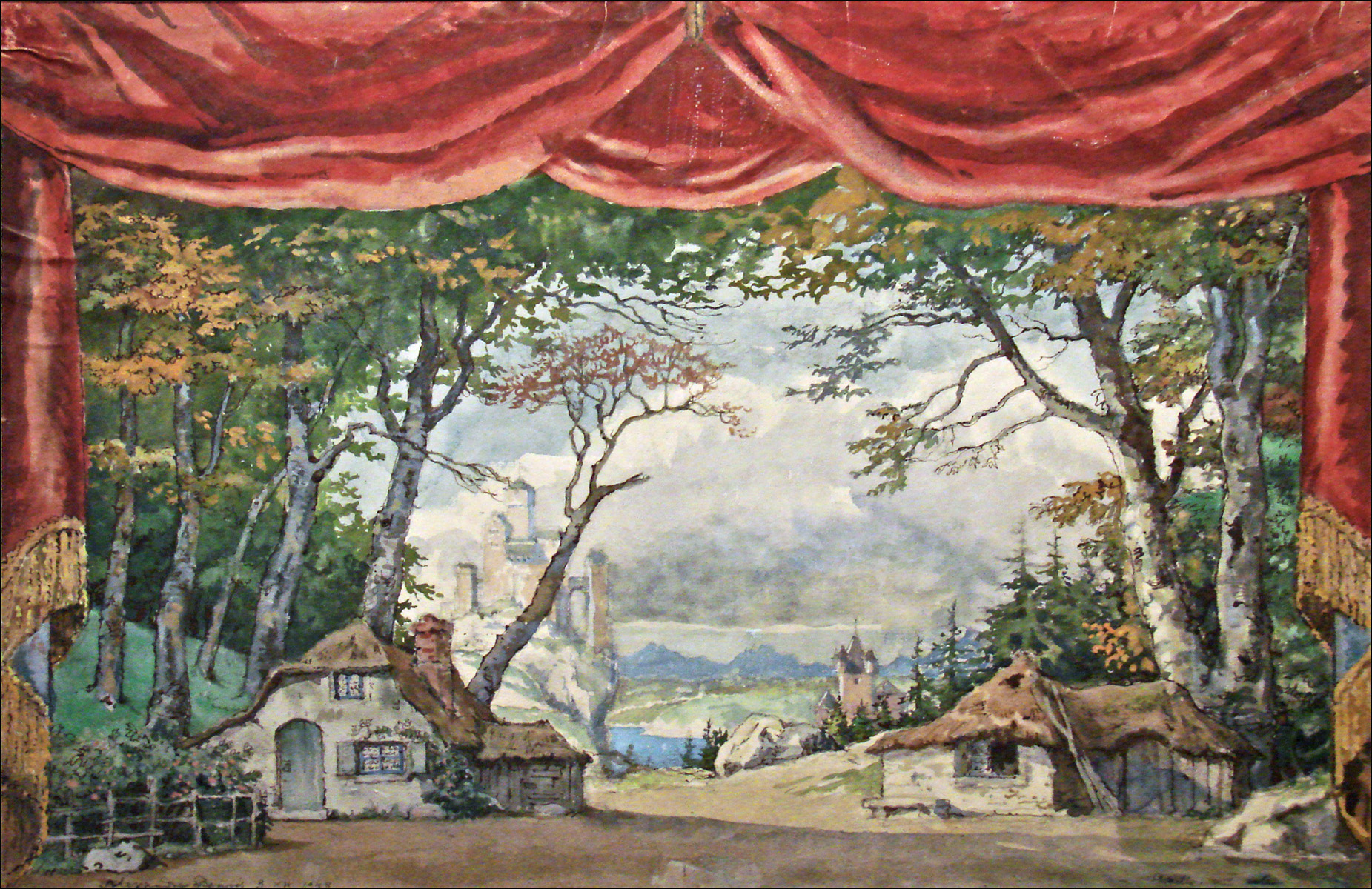
Бенуа Олександр Миколайович. Завіса і декорація до балету «Жизель», Російські сезони в Парижі.
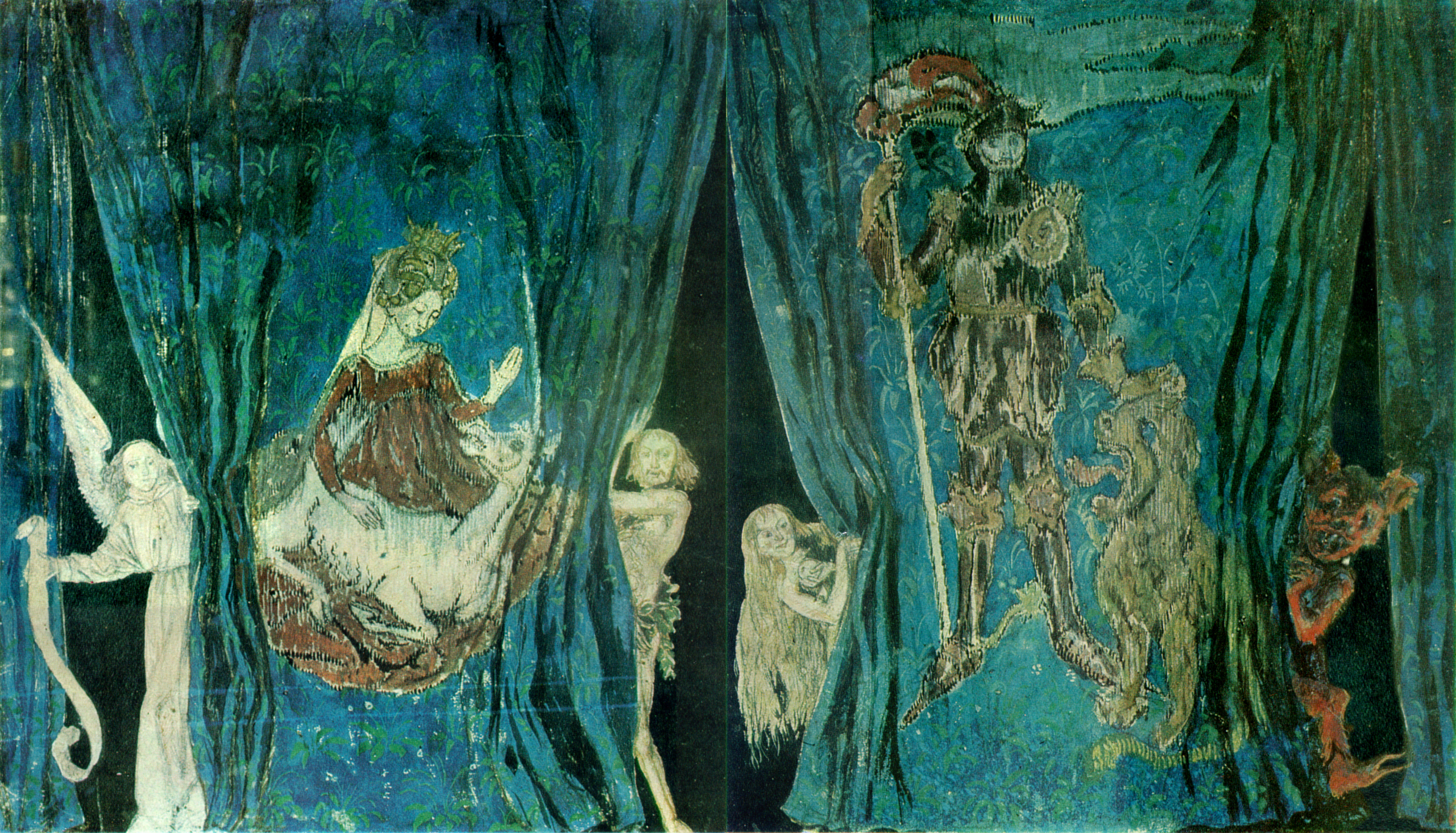
Бенуа Олександр Миколайович. Старовинний театр в Петербурзі. Ескіз театральної завіси, 1907 р.
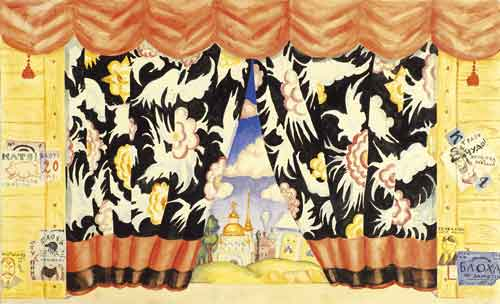
Б.М. Кустодієв (1878—1927). Ескіз для театральної завіси до вистави «Блоха» Замятіна. ВДТ, 1926 рік